# Hamartoma
Hamartoma (do grego antigo, hamartion corpo defeituoso) é uma malformação focal parecida com um tumor benigno, mas que nao é uma neoplasia e raramente dá origem algo maligno.  Pode crescer em qualquer parte do corpo. que cresce controladamente na mesma proporção que as células vizinhas, ainda que se desenvolva desorganizadamente.

## Tipos
Incluem um grande número de malformações parecidas com tumores benignos:
- Hemangiomas e outros tumores vasculares ou ósseos que não são verdadeiras neoplasias
- Pólipo intestinal de Peutz-Jeghers
- São um dos principais sintomas de esclerose tuberosa,
- Na doença de Cowden várias hamartomas ocorrem em todo o corpo, a maioria são benignos e isolados, mas existe o risco de que um ou mais podem sofrer alteração maligna. É causada por uma mutação no gene PTEN.[5]
- Várias hamartomas benignos são chamados de Síndrome de Proteus. A condição ganhou a atenção do público no filme "O Homem Elefante".[6]
- Ilha óssea
- Nevo melanocítico congênito
- Neurofibromatose na doença de von Recklinghausen
- Tubérculos cinereum
- Osteocondromas
- Osteopoiquilose
- Melorreostose
- Displasia fibrosa
- Encondromatose
- Fibroma não-ossificante
- Osteopatia estriada
- Hemagiomatose
- Odontomas (Composto ou Complexo)

### Locais
Existe literatura descrevendo casos em via respiratória, via gastrointestinal, hipotálamo, coração, ossos, cartilagem, fibras, rim, baço, pele, mucosas, mama, olho e alguns tipos já são classificados pelo local que afetam. É difícil saber qual o tipo e local mais comum com tantos casos assintomáticos, tantos tipos e sem obrigação de reportar.

## Causas
É o resultado de um erro no desenvolvimento de um ou mais tecidos celulares. Alguns tipos podem ter causa genética ou radiação, mas um grande número de hamartomas permanece com causa desconhecida. Doença de Cowden e esclerose tuberosa são hereditárias autossômica dominante. Síndrome de Proteus pode ser causada por mutações no gene supressor PTEN ou por uma mutação que afeta a produção de AKT1 quinase oncogene, uma enzima envolvida na proliferação celular.

## Sinais e sintomas
Geralmente é assintomático e representa um achado não intencional. Pode no entanto causar "efeito de massa", pois conforme cresce, deforma os órgãos próximos. Normalmente desenvolve tecido lipídico, mas também pode apresentar calcificações benignas facilmente visíveis numa imagem de TC (Tomografia Computorizada).
Inicialmente pode ser apenas um problema estético, mas pode causar dor ao pressionar nervos e causar obstrução ao bloquear vias sistêmicas conforme cresce. No cérebro podem causar epilepsia, problemas mentais e problemas de visão. Pode deformar a pele.

## Diagnóstico
Por biópsia e diagnóstico por imagem (TCEP,TC,RMI, ultrassom...) adequado ao tipo de tecido.

## Tratamento
Enquanto não causam muito incômodo o tratamento deve ser conservador, devendo se restringir aos sintomas. Quando crescem muito podem ser removidas cirurgicamente com a técnica adequada para o local.